# オルレアン公

オルレアン公（ブルボン＝オルレアン家）の紋章（フルール・ド・リスにレイブル）

オルレアン公（duc d'Orléans）は、フランスの公爵位の一つ。ヴァロワ朝期にフランス王フィリップ6世が2番目の息子フィリップに授けて以来、王太子に次ぐ王家の男子（王太子もしくは王の最年長の弟）に授けられた、フランスの公爵位のうちでも特に格の高いものであった。正嫡の男子がいれば公爵位は継承されたが、実際に2代以上にわたり直系継承されたのはヴァロワ＝オルレアン家とブルボン＝オルレアン家（いわゆるオルレアン家）の2例である。7月王政（オルレアン朝）の王ルイ・フィリップは後者から出た。

## 歴代オルレアン公

### ヴァロワ家
最初にオルレアン公に叙せられたのは、ヴァロワ朝のフィリップ6世の成人した2番目の息子フィリップである。しかしフィリップには子供がおらず1代で断絶した。
- フィリップ（1344年 - 1375年）

#### ヴァロワ＝オルレアン家
フィリップの死後、その甥シャルル5世は次男ルイ（1世）にオルレアン公位を授けた。ルイの家系をヴァロワ＝オルレアン家と呼ぶ。孫のルイ2世はヴァロワ家嫡流の断絶後にルイ12世として王位を継ぐが、男子がなく直系は断絶した。
- ルイ1世（1392年 - 1407年）
- シャルル1世（1407年 - 1465年）
- ルイ2世（1465年 - 1498年）　フランス王ルイ12世

##### ヴァロワ＝アングレーム家
ルイ12世の死後、ヴァロワ＝オルレアン家の分枝であるヴァロワ＝アングレーム家のフランソワ1世が王位に就き、その息子や孫たちにオルレアン公位を授けられる者がいた。
- アンリ1世（1519年 - 1536年）　フランス王アンリ2世
- シャルル2世（1540年 - 1545年）
- ルイ3世（1549年）
- シャルル3世（1550年 - 1560年）　フランス王シャルル9世
- アンリ2世（1560年 - 1574年）　フランス王アンリ3世

### ブルボン家
アンリ3世が暗殺されると、ブルボン家のアンリ4世が即位してブルボン朝が始まる。アンリ4世は次男（ニコラと通称される）にオルレアン公を授けたが夭折し、次いでその弟ガストンに授けた。ガストンには男子がなく、1代で断絶した。
- アンリ4世の次男（1607年 - 1611年）
- ガストン（1626年 - 1660年）

#### ブルボン＝オルレアン家
ルイ14世は叔父ガストンが死去すると、代わって弟フィリップ（1世）にオルレアン公位を授けた。フィリップの家系をブルボン＝オルレアン家、あるいは単にオルレアン家と呼ぶ。第6代オルレアン公ルイ・フィリップ3世は1830年の7月革命で復古ブルボン朝が倒れた後「フランス人の王ルイ・フィリップ」として即位したが、1848年の2月革命で王位を追われた。
- フィリップ1世（1660年 - 1701年）
- フィリップ2世（1701年 - 1723年）
- ルイ4世（1723年 - 1752年）
- ルイ・フィリップ1世（1752年 - 1785年）
- ルイ・フィリップ2世ジョゼフ（1785年 - 1793年）
- ルイ・フィリップ3世（1793年 - 1830年）　フランス王ルイ・フィリップ
- フェルディナン・フィリップ（1830年 - 1842年）　王太子（プランス・ロワイヤル）
- フィリップまたはルイ・フィリップ4世（1850年 - ）　王太孫（プランス・ロワイヤル）。主にパリ伯の称号を使用した。

##### オルレアニストの王位請求者
7月王政崩壊後も、オルレアン家の王位請求者がしばらくはオルレアン公の称号を使っていた。しかし、ルイ・フィリップ王の曾孫フィリップの死で直系が絶えると、以後は当主もしくはその嗣子が用いることはなくなった。現在、オルレアン家当主が公的に使う儀礼称号はパリ伯である。
- フィリップまたはルイ・フィリップ4世（ - 1880年）　王位請求者（フィリップ7世）。主にパリ伯の称号を使用した。
- フィリップ（3世）（1880年 - 1926年）　王位請求者（フィリップ8世）

オルレアン家当主パリ伯アンリ（王位請求者としてアンリ6世）の息子にオルレアン公の称号を授けられた者がいる。
- フランソワ（次男）
- ジャック（四男）